# Великая Сирия

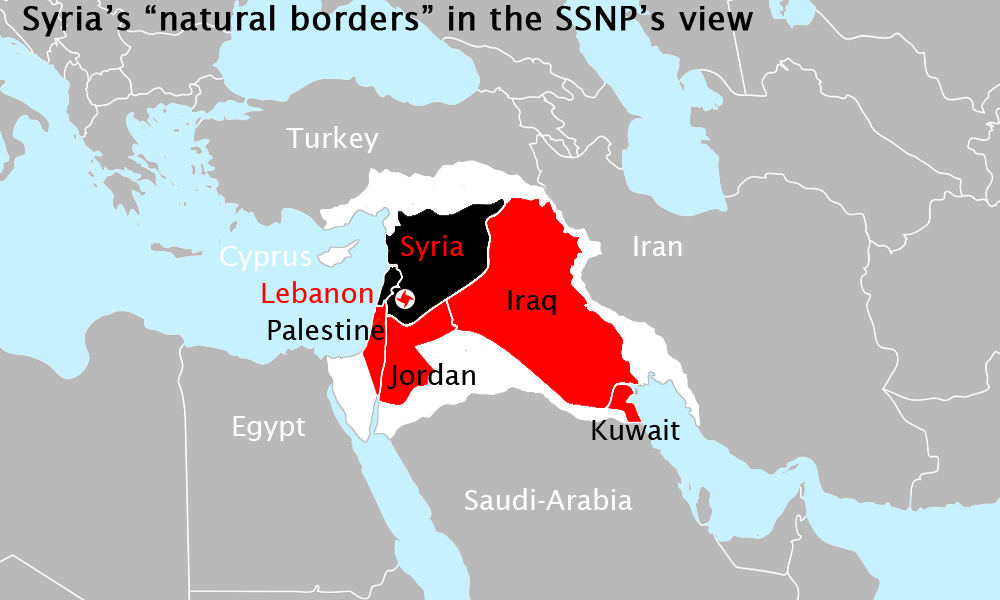
Концепт Великой Сирии

Великая Сирия (араб. بلاد الشام‎, Биляд аш-Шам, араб. سوريا الكبرى‎ — Великая Сирия, араб. سوريا الطبيعية‎ — Естественная Сирия) — термин, обозначающий регион Ближнего Востока на востоке Средиземного моря, или Левант, и одновременно — проект арабского ирредентизма. Классическое арабское название Сирии — Шам (араб. الشام‎ — аш-Шāм), которое в последующие века стало обозначать только Дамаск в рамках арабского Леванта; доисламское название территории, Сирия, использовалось ещё в Османской империи вплоть до её распада в 1922 году.
После распада  Османской империи создание арабского национального государства казалось реальным. Это государство должно было состоять из территории современных стран Сирии, Ливана, Палестины и Иордании. Столицей Великой Сирии должен был стать Дамаск, который при Омейядах уже был столицей Арабского халифата.
Соглашение Сайкса — Пико, в котором Великобритания и Франция поделили территорию между собой, положило конец планам создания единого национального государства.
Более поздние попытки реализации этого концепта, такие как Объединённая Арабская Республика или Объединённый Арабский Союз, тоже не увенчались успехом.

## Историческая Сирия
Границы территории, известной как Сирия, менялись с течением времени. В общем историческом смысле, как правило, это название относится к области, которая включает в себя современную Сирию, Израиль, Иорданию, Ливан, палестинские территории, части Ирака, Ирана и южной Турции, в том числе Александретту, и древний город Антиохия, доисламскую столицу Сирии.
В более древнем и более широком смысле этого слова Сирия включала Месопотамию и имела неопределённые границы на северо-востоке, Плиний Старший описывает Сирию с запада на восток, включает в её состав армянские Коммагену и Софену,а также Адиабену, ранее известную как Ассирия.
Во времена Плиния Большая Сирия была разделена на ряд провинций Римской империи (политически независимых друг от друга): Иудея, позже переименованная в Палестину в 135 году н. э., (территория, соответствующая современным Палестине, Израилю и Иордании) на крайнем юго-западе, Финикия, соответствующая Ливану, Дамаск — внутренняя Финикия, Пустая Сирия южнее реки Нахр аль-Кабир аль-Джануби (Nahr al-Kabir al-Janoubi), и Месопотамия.

### Античность
Геродот использует слово Συρία применительно к Каппадокии. Греки употребляли слова «Сирия» и «Ассирия» почти как синонимы, но в Римской империи понятия «Сирия» и «Ассирия» стали различны. Слово «Сирия» римляне использовали для «части империи, расположенной между Малой Азией и Египтом», то есть для западного Леванта, в то время как «Ассирия» была частью Персидской империи и только временно перешла под контроль Римской империи (116—118 год н. э., времена исторического пика римской экспансии).

### Средневековье
Территория была присоединена к Арабскому халифату после победы халифов над Византийской империей в битве при Ярмуке и стала известна под её арабским названием Эш-Шам. При власти Омейядов Шам был разделён на пять джундов, или военных округов: джунд Дамаск, джунд Хомсе, джунд Филастин и джунд Аль-Урдунн. Позже из части джунда Хомсе был создан джунд Киннасрин. Город Дамаск был столицей исламского халифата во времена династии Омейядов.

### Современность
Позже оказавшись под властью Османской империи, Великая Сирия была разделена на вилайеты, или подпровинции, границы которых и столицы в них со временем менялись. Это были вилайеты Алеппо, Дамаск, Бейрут и ещё два специальных района — Горный Ливан и Иерусалим. Вилайет Алеппо занимал север современной Сирии плюс районы южной части Турции, вилайет Дамаск занимал южную Сирию и современную Иорданию, вилайет Бейрут занимал Ливан и сирийское побережья от портового города Латакия к югу до Галилеи, в то время как вилайет Иерусалим занимал территорию на юг от Галилеи и к западу от реки Иордан и вади Арава.
Хотя среди населения региона преобладали мусульмане-сунниты, на территории также проживали шииты, алавиты и исмаилиты, сирийские православные, марониты, греческие православные и мелькиты, евреи и друзы.
После конференции в Сан-Ремо, поражения короля Фейсала и падения монархии в Сирии в битве при Майсалуни французский генерал Анри Гуро, нарушая условия мандата, разделил французский мандат в Сирии на шесть государств. Это:
- Государство Дамаск (1920);
- Государство Алеппо (1920);
- Государство Алавитов (1920);
- Джабаль аль-Друз (1921);
- автономный Санджак Александретта (1921);
- государство Великий Ливан (1920), из которого произошло нынешнее государство Ливан.

## Сирийский национализм

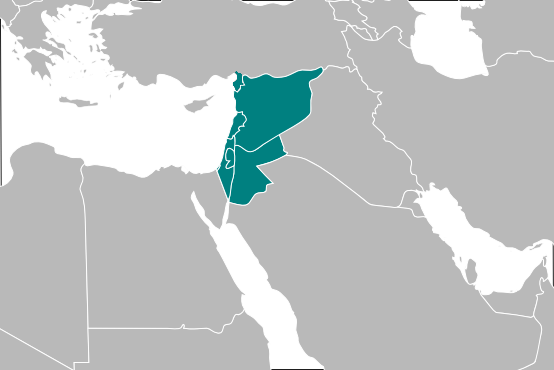
Умеренное представление о «Великой Сирии»

Националистическая идеология, разработанная основателем Сирийской социальной националистической партии, Антуном Саада, рассматривала Сирию как геокультурную среду, в которой границы сирийского национального государства должны охватывать весь Плодородный полумесяц.
Саада отвергал язык и религию как определяющие характеристики нации и вместо этого утверждал, что нации развиваются через совместное развитие народов, населяющих определённый географический регион. Он обозначил естественные границы Сирии — от хребта Восточный Тавр на северо-западе и гор Загрос на северо-востоке, Суэцкого канала и Красного моря, в том числе Синайского полуострова и залива Акаба, на юге, до востока Средиземного моря, включая остров Кипр, на западе, и ограниченно до Аравийской пустыни и Персидского залива на востоке.
В 1940-е годы Великобритания тайно выступала за создание Великой Сирии, что обеспечило бы Великобритании в ней льготный статус в военной, экономической и культурной областях, в обмен на полное прекращение еврейских амбиций в Палестине. Франция и США выступали против британского господства в регионе, что в конечном итоге привело к созданию Израиля.